# Michel Kreek
Michel Kreek (Amsterdam, 16 januari 1971) is een Nederlands voormalig voetballer en huidig voetbaltrainer, die in zijn carrière doorgaans als linker verdedigende middenvelder of links centraal in de verdediging speelde. In zijn voetbalcarrière speelde hij voor Ajax, Padova, Perugia, Vitesse, AEK Athene en Willem II. Kreek speelde tevens een interland voor het Nederlands elftal.

## Beginjaren
Michel Kreek begon zijn carrière bij de inmiddels opgeheven vereniging De Eland SDC in Amsterdam. Zijn talent viel echter al snel op bij de jeugdscouts van Ajax en hij kwam daar in de jeugd terecht. In de jeugdopleiding van Ajax maakte hij deel uit van de patatgeneratie met spelers als Dennis Bergkamp, Frank de Boer, Ronald de Boer, Marciano Vink en de exponenten van deze generatie: Bryan Roy en Richard Witschge. In zijn periode bij Ajax stond Kreek vooral bekend als een solide en betrouwbare middenvelder. Mede hierdoor wist hij ten koste van Bryan Roy een basisplaats in het eerste van Ajax te bemachtigen. Hij stond dan ook in de basis toen Ajax in 1992 ten koste van Torino de UEFA Cup won. Na het seizoen 1991/92 werd Kreek echter slachtoffer van de opkomst van Edgar Davids en moest hij steeds vaker genoegen nemen met een plaats op de reservebank.

## Vervolg carrière
In 1994 vertrok Kreek bij Ajax en kwam hij in de Serie A bij Padova te spelen. Hij kende een uitstekend debuut in Italië met een frommeldoelpunt tegen Brescia, dat met 2–0 werd verslagen. Na twee seizoenen degradeerde Padova echter naar de Serie B, waarop een transfer naar Perugia volgde. Nadat ook Perugia na een jaar degradeerde besloot hij weer terug naar Nederland te gaan, al was dit met pijn in het hart want het liefst was hij nog langer in Italië gebleven. Hij speelde in totaal 85 wedstrijden (13 doelpunten) in de Serie A. Bij Vitesse speelde hij tussen 1997 en 2002 150 wedstrijden, maar het ging na vijf seizoenen toch weer kriebelen en hij koos voor een avontuur in Griekenland bij topclub AEK Athene. Na twee seizoenen in de Griekse competitie gespeeld te hebben, sloot Kreek zijn carrière af bij Willem II. Op 6 december 2005 moest hij daar door een spierblessure (en ook voorgaand blessureleed) noodgedwongen op 34-jarige leeftijd een einde maken aan zijn voetballoopbaan.

## Trainerscarrière
Na zijn actieve voetbalcarrière werd Kreek jeugdtrainer bij Ajax. Van 2013 tot 2016 werd Kreek door Ajax gedetacheerd bij Almere City, waar hij hoofd jeugdopleiding was. Hier gaf hij in maart 2016 aan toe te zijn aan een nieuwe uitdaging. In augustus 2016 werd hij assistent van oud-teamgenoot Frank de Boer bij Internazionale. Daar werden beiden, evenals eerste assistent Orlando Trustfull, al in de start van het seizoen ontslagen. In november 2017 werd hij aangesteld als assistent-trainer van het Nederlands vrouwenvoetbalelftal. Per 1 augustus 2019 ging Kreek aan de slag als coördinator van de onder- en middenbouw bij de jeugd bij zijn voormalige club Ajax. In juni 2021 werd hij assistent van John Heitinga, die toen hoofdcoach van Jong Ajax werd, en vanaf januari 2023 van diens opvolger Dave Vos. In juli 2023 kreeg Kreek de nieuwe rol van loan coach, gericht op de begeleiding van verhuurde Ajacieden en het contact met de hurende clubs over deze spelers.

## Oranje
Vanaf de onder 16 doorliep Kreek alle Nederlandse vertegenwoordigende jeugdelftallen. Met Jong Oranje nam Kreek deel aan het Europees kampioenschap voetbal onder 21 - 1992 waar Nederland in de kwartfinale werd uitgeschakeld door Zweden.
Ondanks de prestaties eerder dat jaar en dat hij in de belangstelling stond van Rinus Michels, werd Kreek toch niet geselecteerd voor het EK 1992. Kreek moest vervolgens drie jaar wachten op een telefoontje van Guus Hiddink om op 22 februari 1995 toch nog zijn interlanddebuut te maken, nadat verschillende Ajax-spelers collectief bedankt hadden. In Eindhoven werd de vriendschappelijke interland met 0–1 verloren van de Portugezen. Andere debutanten tijdens die interland, onder leiding van bondscoach Guus Hiddink, waren Edwin Vurens (FC Twente), Eric van der Luer (Roda JC) en Frank Verlaat (AJ Auxerre). Kreek kreeg daarna nooit meer een uitnodiging voor Oranje.

## Erelijst
| Competitie           |        |                  |      |      |
| Competitie           | Aantal | Jaren            |      |      |
| Ajax                 | Ajax   | Ajax             | Ajax | Ajax |
| -------------------- | ------ | ---------------- | ---- | ---- |
| Internationaal       |        |                  |      |      |
| UEFA Cup             | 1x     | 1991/92          |      |      |
| Nationaal            |        |                  |      |      |
| Eredivisie           | 2x     | 1989/90, 1993/94 |      |      |
| KNVB beker           | 1x     | 1992/93          |      |      |
| Nederlandse Supercup | 1x     | 1993             |      |      |

## Carrièreoverzicht
| Seizoen | Club              | Competitie    | Wedstrijden | Doelpunten |
| ------- | ----------------- | ------------- | ----------- | ---------- |
| 1989/94 | Ajax              | Eredivisie    | 83          | 5          |
| 1994/96 | Calcio Padova     | Serie A       | 53          | 10         |
| 1996/97 | Perugia Calcio    | Serie A       | 32          | 3          |
| 1997/02 | Vitesse           | Eredivisie    | 150         | 13         |
| 2002/04 | AEK Athene        | Alpha Ethniki | 29          | 0          |
| 2004/06 | Willem II         | Eredivisie    | 23          | 0          |
|         | Nederlands elftal |               | 1           | 0          |
| Totaal  | Totaal            | Totaal        | 371         | 31         |